# Bombus mixtus
Bombus mixtus (saknar svenskt namn) är en insekt i överfamiljen bin (Apoidea) och släktet humlor (Bombus) som lever i större delen av Amerika.

## Beskrivning
Huvud och större delen av mellankroppen är täckt av grågul päls; sidorna och/eller bakre delen av mellankroppen är dock rent gula. Mellan vingfästena har den en svart fläck, som hos vissa arbetare är ersatt av ett svart tvärband. Hanarna har dock rent gult huvud, och hos vissa hanar är även den främre delen av mellankroppen gul; de avvikande färgteckningarna på mellankroppen hos denna form utgörs alltså av ett brungult tvärband med en svart fläck i mitten. Den första tergiten är alltid gul, ofta även den andra och tredje. Färgen på de resterande tergiterna varierar. efter det gula partiet följer alltid minst en svart tergit (ibland endast i form av svarta kanter på den orangefärgade tredje), medan de resterande tergiterna är orangefärgade över blekorange till gulvita. Hos vissa hanar kan dock det orangefärgade partiet vara inskränkt till mitten av den annars svarthåriga bakkoppen. Vingarna är genomskinligt bruna. Drottningen är 11 till 15 mm lång med en vingbredd på 27 till 31 mm, hanarna har en längd mellan 8 och 11 mm (vingbredd 21 till 25 mm), och arbetarna är mellan 7 och 11 mm med en vingbredd på 17 till 25 mm.

## Ekologi
Den övervintrande drottningen kommer fram på våren (tidigt i april på norra halvklotet) och bygger ofta boet i ett övergivet musbo. Det förekommer även bon på eller över markytan, som gamla fågelbon.
Habitatet utgörs av öppna gräsmarker, bergsängar samt buskageområden som chaparral och liknande. Boet kan byggas både underjordiskt, på markytan, eller högre upp i vegetationen. Som hos många andra humlearter är hanarna patrullerare, under parningstiden flyger de längs en bestämd bana och avsätter feromoner på objekt längs vägen för att locka till sig parningsvilliga ungdrottningar.
Arten besöker blommor från flera familjer, främst korgblommiga och kransblommiga växter, ärtväxter (som bland annat lupiner), ljungväxter (exempelvis rododendron), brakvedsväxter (till exempel säckbuskar (Ceanothus)) samt lejongapsväxter.

## Utbredning
Utbredningsområdet är uppdelat i två: Dels ett från Alaska och västra Kanada längs Klippiga Bergen till Colorado och norra New Mexico, dels ett från norra Quebec och Labrador till Stora sjöarna-regionen. Arten är vanlig i stora delar av utbredningsområdet.